# Nagrada Dubrovnika – Memorijal Željko Đuratović
Nagrada Dubrovnik – Memorijal Željko Đuratović", hrvatsko automobilističko natjecanje. međunarodnog karaktera. Vozi se na brdskim stazama, na cesti od Komolca do Brgata. Održava se od 2000. godine. Uključuje natjecanja za Prvenstvo Hrvatske kategorija I, Prvenstvo Hrvatske povijesnih vozila i Prvenstvo AFCG. Nosi ime po Željku Đuratoviću. Organizira ga AK Dubrovnik Racing.